# Guvernator al statului New Jersey
Guvernatorul statului New Jersey, conform originalului,  [The] Governor of New Jersey este șeful executivului statului New Jersey. Actualul deținător al funcției este Phil Murphy, care și-a început primul său mandat de patru ani la 16 ianuarie 2018.

## Rol
Guvernatorul este ales direct de către electorat pentru a fi atât liderul politic cât și reprezentantul statului suveran New Jersey.  Funcțiile sale executive sunt independente de cele ale guvernului federal, nefiind în nici un fel subordonate acestuia.  În plus, similar cu funcția de lider militar al președintelui federal, guvernatorul statului New Jersey este și comandantul efectiv al Gărzii naționale a statului New Jersey (în original, New Jersey National Guard).
Funcția de guvernator al statului New Jersey este considerată una dintre cele mai puternice funcții executive ale națiunii  fiind actualmente unica poziție non-federală a statului care este supusă votului întregului electorat al statului.  Ca atare, spre deosebire de alte state care au alegeri pentru diferite poziții ale executivului statal, conform constituției statului New Jersey, guvernatorul numește întregul executiv (în original, cabinet), dar numirea trebuie aprobată de Senatul statului.  Mult mai important, conform aceleiași constituții statale, guvernatorul desemnează judecătorii pentru funcții vacante ale Curții Supreme a statului, precum și procurorii (de asemenea pentru funcțiile vacante) fiecăruia din cele 21 de comitate ale statului.  Toate aceste numiri sunt făcute ținând realmente cont de recomandărilor senatorilor statali, care reprezintă districtele statului și dorințelor celor care i-au ales.
Guvernatorul statului  New Jersey este de asemenea responsabil pentru numirea a două importante poziții statale, cea a procurorului general și cea a secretarului de stat, ambele cu aprobarea senatului statal. 
Legea statului permite un salariu maxim de $ 175.000 pe an, impozabil.  Guvernatorul anterior, Jon Corzine a acceptat un salariu simbolic de $1 pe an,  în timp ce predecesesorul său, Jim McGreevey, fusese plătit cu un salariu de  $ 157.000 pe an. 
Locuința care este reședința oficială și ceremonială al guvernatorului (numită și The Executive Mansion) se numește Drumthwacket și se găsește în Township of Princeton. Unii guvernatori au decis să locuiască parțial în reședința oficială sau să continue să locuiască în casele lor.

## Guvernator adjunct (Lieutenant governor)
Former assemblywoman Sheila Oliver was sworn in as New Jersey's second Lieutenant Governor, on 16 January 2018, under Governor Phil Murphy.

## Actualul executiv
| Department                                                              | Office                                          | Incumbent               | In office since   |
| ----------------------------------------------------------------------- | ----------------------------------------------- | ----------------------- | ----------------- |
| Department of State                                                     | Secretary of State                              | Sheila Oliver           | 16 ianuarie 2018  |
| Department of Law and Public Safety                                     | Attorney General                                | Paula Dow               | 23 februarie 2010 |
| [[New Jersey Department of the Treasury\|Department of the Treasury     | State Treasurer]]                               | Andrew Eristoff         | 22 februarie 2010 |
| Department of Military and Veterans Affairs                             | Adjutant General                                | Maj. Gen. Glenn Rieth   | 4 martie 2002     |
| Department of Human Services                                            | Commissioner of Human Services                  | Jennifer Velez          | 21 iunie 2007     |
| Department of Agriculture                                               | Secretary of Agriculture                        | Douglas Fisher          | 7 martie 2009     |
| Department of Banking and Insurance                                     | Commissioner of Banking and Insurance           | Tom Considine           | 24 martie 2010    |
| [[New Jersey Department of Transportation\|Department of Transportation | Commissioner of Transportation]]                | Jim Simpson             | 11 martie 2010    |
| Department of Education                                                 | Commissioner of Education                       | Bret Schundler          | 11 martie 2010    |
| Department of Labor and Workforce Development                           | Commissioner of Labor and Workforce Development | Harold Wirths (acting)  |                   |
| Department of Health and Senior Services                                | Commissioner of Health and Senior Services      | Poonam Alaigh           | 26 martie 2010    |
| Department of Children and Families                                     | Commissioner of Children and Families           | Kara Wood (acting)      |                   |
| Department of Environmental Protection                                  | Commissioner of Environmental Protection        | Bob Martin (acting)     | 19 ianuarie 2010  |
| Department of Corrections                                               | Commissioner of Corrections                     | Gary Lanigan            |                   |
| Department of Community Affairs                                         | Commissioner of Community Affairs               | Lori Grifa (acting)     |                   |
| Department of the Public Advocate                                       | Public Advocate                                 | Stefanie Brand (acting) | 19 ianuarie 2010  |